# Max Ferré
Pour les articles homonymes, voir Ferré.
Maxime Eugène Ferré dit Max Ferré  est un écrivain français né le 11 avril 1904 à Commer (Mayenne) et décédé le 2 septembre 1995 à Fontenay-en-Parisis (Val-d'Oise)

## Biographie
Il effectue ses premières études à Mayenne. Après l'École normale de Laval, il enseigne pendant 15 ans, notamment à l'école de Mayenne-Est. Il devient ensuite inspecteur départemental de l'Éducation nationale à Vannes, Angers et Paris. Il poursuit en parallèle des études supérieures, et passe à la Sorbonne un doctorat d'histoire moderne. Il est l'auteur de plusieurs ouvrages. Son fils Marc Ferré sera rédacteur en chef adjoint du journal Le Provençal à Marseille.

## Publications
- Histoire du mouvement syndicaliste révolutionnaire chez les instituteurs : des origines à 1922 ; préface de Georges Vidalenc. Paris : SUDEL, 1955.
- Manuel d'histoire du Bas-Maine (avec la coll.de Armand Tanton)
- Alain Gerbault, navigateur solitaire. Gedalge. 1955.
- Charenton-le-Pont, d'hier à aujourd'hui. Éditions d'art. Les Heures claires.
- La conquête du Pôle Nord. Nathan. 1969.
- Mathurin, le faux saunier, ancêtre de la chouannerie. Le Cercle d'Or, 1980.
- Notre pain quotidien au fil des âges